# Міжнародний аеропорт «Парамарибо» імені Йохана Адольфа Пенгеля
Міжнародний аеропорт «Парамарибо» імені Йохана Адольфа Пенгеля (IATA: PBM, ICAO: SMJP), також відомий як Міжнародний аеропорт Парамарибо-Зандерій — це головний міжнародний аеропорт Суринаму, що обслуговує його столицю, місто Парамарибо. Аеропорт розташований у місті Зандерій і є центром для національного авіаперевізника країни Surinam Airways. Аеропорт знаходиться за 45 кілометрів (28 миль) на південь від Парамарибо. Це найбільший із двох міжнародних аеропортів Суринаму, інший — Зорг-ен-Хоп, що також знаходиться в Парамарибо і обслуговує його. Зорг-ен-Хоп має регулярні рейси до Гаяни, і управляється Airport Management, Ltd./NV Luchthavenbeheer.